# Dorian McMenemy
Dorian McMenemy, född 18 oktober 1996, är en dominikansk simmare. 
McMenemy tävlade för Dominikanska republiken vid olympiska sommarspelen 2012 i London, där hon blev utslagen i försöksheatet på 100 meter fjärilsim. Vid olympiska sommarspelen 2016 i Rio de Janeiro blev McMenemy utslagen i försöksheatet på 50 meter frisim.